# Мария Тюдор (пиеса)
„Мария Тюдор“ (на френски: Marie Tudor) е пиеса в три действия на френския писател Виктор Юго, представена за първи път в театъра „Порт Сен Мартен“ в Париж на 6 ноември 1833 година.
Пиесата е романтична трагедия, като действието ѝ се развива в епохата на английската кралица Мария I Тюдор, но сюжетът не се основава на исторически събития и единственият реално съществувал герой освен кралицата е императорският посланик Симон Ренар. Действието е развито около любовната връзка на Мария Тюдор с авантюрист, когото в пристъп на ревност тя осъжда на смърт, а след това прави поредица неуспешни и незаконни опити да го спаси.